# Sergi Mingote Moreno
Pour les articles homonymes, voir Moreno.
Sergi Mingote Moreno (né le 9 mars 1971 à Parets del Vallès, Espagne - mort le 16 janvier 2021 au K2, Pakistan) est un alpiniste et homme politique espagnol.

## Biographie
L'ascension du Cho Oyu en 1998 constitue son premier succès au-delà de 8 000 m. Il réalise ensuite l'ascension du Shishapangma en 1999. En 2001, Sergi réussit l'ascension de la face nord de l'Everest en solitaire. En 2003, il gravit cette même montagne par la face sud et déroule au sommet une banderole pour commémorer les 20 ans de Catalunya Ràdio et TV3,. Il retransmet en direct son arrivée au sommet, ce qui permet à TV3 de devenir la première chaîne de télévision européenne à émettre en direct depuis le toit du monde. Il devient également à cette occasion le second Catalan après Òscar Cadiach (en) à réaliser l'ascension des deux faces de l'Everest.
En juillet 2018, il réussit l'ascension successive et sans oxygène du K2 et du Broad Peak en sept jours. Il devient la neuvième personne à réussir ce doublé en une saison. Ce succès marque le début de son projet d'ascension sans oxygène des quatorze sommets de plus de huit mille mètres en 1 000 jours. 
Il gravit successivement le Manaslu (en septembre 2018), le Lhotse (en mai 2019), le Nanga Parbat et le Gasherbrum II (en juillet 2019) ainsi que le Dhaulagiri (en octobre 2019). Les plans de Mingote pour l'année 2020 sont cependant compromis par la pandémie de Covid-19. Il tente d'atteindre le sommet du K2 avec Tamara Lunger (it) mais trouve la mort le 16 janvier 2021 après une chute en redescendant vers le camp de base depuis le camp no 1 lors d'une ascension organisée par Seven Summit Treks. Ce sont les signaux de son GPS qui informent l'équipe de soutien au camp de base d'un « mouvement inattendu », synonyme de chute,.
Outre sa carrière d'alpiniste, Sergi Mingote est maire de la ville de Parets del Vallès du 11 juin 2011 au 25 mai 2018.

## Principales ascensions
|                            | Sommet                 | Altitude (m) | Date           | Commentaire             |
| -------------------------- | ---------------------- | ------------ | -------------- | ----------------------- |
| Sommets de plus de 8 000 m |                        |              |                |                         |
| 1.                         | Everest                | 8849         | 2001           | Face nord, en solitaire |
| 2.                         | Everest                | 8849         | 2003           | Face sud                |
| 3.                         | K2                     | 8611         | septembre 2018 | sans oxygène            |
| 4.                         | Lhotse                 | 8516         | mai 2019       |                         |
| 5.                         | Cho Oyu                | 8201         | 1998           | sans oxygène            |
| 6.                         | Dhaulagiri             | 8167         | octobre 2019   | sans oxygène            |
| 7.                         | Manaslu                | 8156         | septembre 2018 |                         |
| 8.                         | Nanga Parbat           | 8125         | juillet 2019   |                         |
| 9.                         | Broad Peak             | 8047         | juillet 2018   | sans oxygène            |
| 10.                        | Gasherbrum II          | 8035         | juillet 2019   |                         |
| 11.                        | Shishapangma           | 8027         | 1999           | sans oxygène            |
| Autres sommets             |                        |              |                |                         |
| 1.                         | Dhaulaguiri VII        | 7246         |                |                         |
| 2.                         | pic Lénine             | 7134         |                |                         |
| 3.                         | Khan Tengri            | 7010         |                |                         |
| 4.                         | Aconcagua              | 6962         |                |                         |
| 5.                         | Nevado Ojos del Salado | 6893         |                |                         |
| 6.                         | Ama Dablam             | 6856         |                |                         |
| 7.                         | Chimborazo             | 6310         |                |                         |
| 8.                         | Artesonraju            | 6025         |                |                         |
| 9.                         | Kilimandjaro           | 5985         |                |                         |
| 10.                        | Cotopaxi               | 5897         |                |                         |